# 2016-os würzburgi baltás támadás
A 2016-os würzburgi baltás támadást egy 17 éves afgán férfi követte el egy németországi vonaton 2016. július 18-án. A férfi menedékkérőként érkezett Németországba 2015 június végén, mint később kiderült, Magyarországon keresztül.
Este negyed 10 tájékán rontott utastársaira egy baltával, szemtanúk beszámolói szerint Allah Akbar-kiáltással. 4 embert sebesített meg, egy hongkongi házaspárt és két gyermeküket. Közülük hárman súlyos sérüléseket szereztek. A vonatot Heidingsfeldnél megállították, az elkövető ekkor leszállt, megsebesített még egy embert, majd megpróbált elmenekülni. Még az előállítására kiküldött rendőröket is megtámadta, ezért lelőtték.
Az eset után a rendvédelmi erők egy kézzel készített Iszlám Állam-zászlót találtak a lakásán, de valószínűtlen, hogy kapcsolatban lett volna a terrorcsoporttal.
A búcsúlevele alapján a támadó egy barátja afganisztáni haláláért akart bosszút állni a „hitetleneken”.